# John Barth

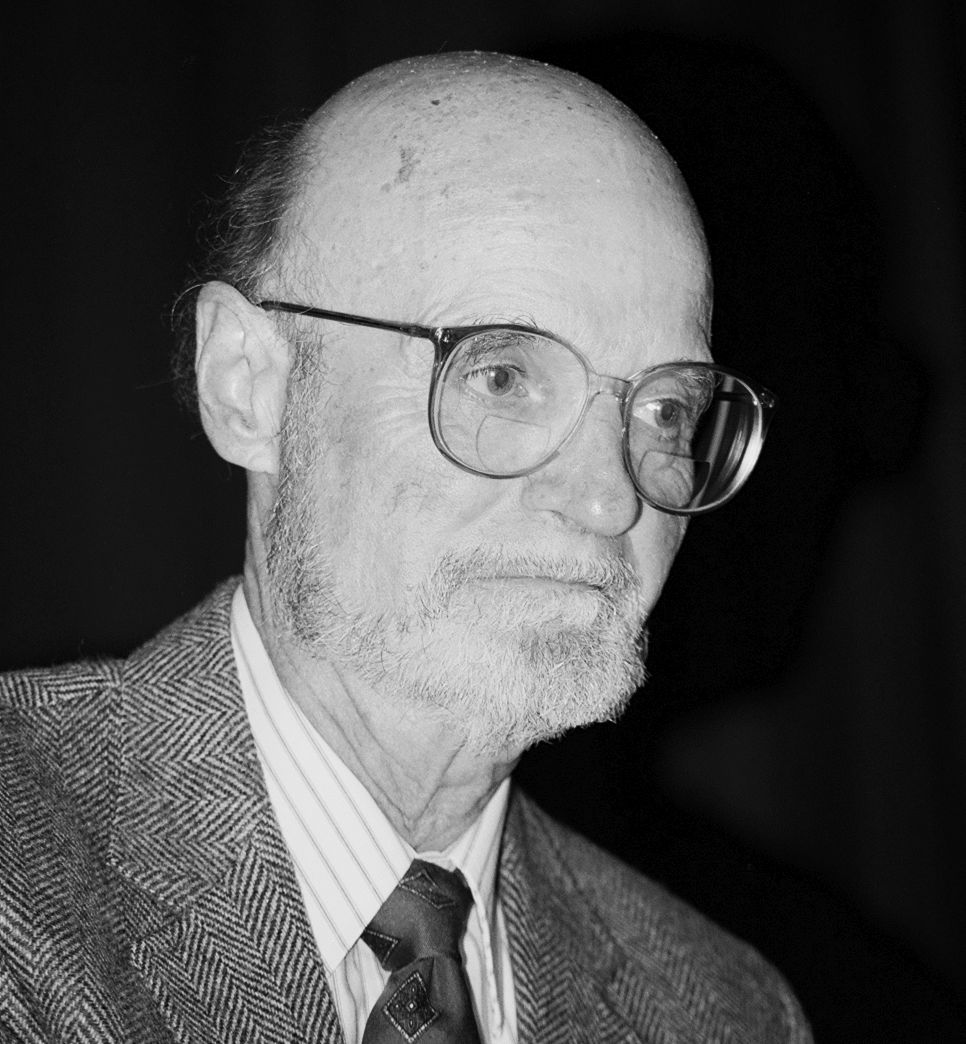
John Barth in 1995

John Barth (Cambridge (Maryland),  27 mei 1930 – Bonita Springs (Florida), 2 april 2024) was een Amerikaans schrijver.

## Leven en werk
Barth studeerde aanvankelijk muziektheorie en orkestratie, was van 1953 tot 1995 hoogleraar aan diverse Amerikaanse universiteiten, en legde zich daarnaast vanaf eind jaren vijftig toe op het schrijverschap.
Barth wordt gezien als een postmodernistisch schrijver. Belangrijk in zijn werk zijn thema’s als identiteit, maar ook abortus en zelfmoord. Opvallend is zijn veelvuldig gebruik van metafictionele elementen. Zijn lijvige epos The Sot-Weed Factor (een pseudohistorische, nihilistische roman over de zeventiende-eeuwse dichter Ebenezer Cooke) wordt als een baanbrekend werk gezien in het postmodernisme.
Het werk van Barth werd diverse malen onderscheiden, onder meer met de National Book Award. Zijn boeken werden, niettegenstaande zijn internationale faam, tot op heden niet in het Nederlands vertaald.
Barth overleed op 2 april 2024 op 93-jarige leeftijd.

### Fictie
- The Floating Opera (1956)
- The End of the Road (1958)
- The Sot-Weed Factor (1960)
- Giles Goat-Boy, or, The Revised New Syllabus (1966)
- Lost in the Funhouse: Fiction for Print, Tape, Live Voice (verhalen) (1968)
- Chimera (novellen) (1972)
- LETTERS (1979)
- Sabbatical: A Romance (1982)
- The Tidewater Tales (1987)
- The Last Voyage of Somebody the Sailor (1991)
- Once upon a Time: A Floating Opera (autobiografische novelle) (1994)
- On with the Story (verhalen) (1996)
- Coming Soon!!!: A Narrative (2001)
- The Book of Ten Nights and a Night: Eleven Stories (2004)
- Where Three Roads Meet (novellen) (2005)
- The Development (2008)

### Non-fictie
- The Friday Book (1984)
- Further Fridays (1995)